# Давид I (царь Кахетии)
Давид I (груз. დავით I; 1569 — 21 октября 1602) — царь Кахети с 1601 года, второй сын кахетинского царя Александра II от первого брака с Тинатин Амилахвари. Из династии Багратионов.

## Биография
В октябре 1601 года царевич Давид захватил кахетинский царский престол, отстранив от власти своего отца, царя Александра.
В начале своего правления Давид приказал схватить и заключить под стражу своего брата Георгия, а затем свергнул своего отца и заключил его в темницу.
Спустя год, 2 октября 1602 года, Давид скоропостижно скончался (по кахетинским сказаниям убит молнией) и Александр II расстригся из монахов и вернулся к царствованию Кахетией, проправив три года, прежде чем был трагически убит своим сыном Константином, принявшим ислам.

## Семья
В 1581 году царевич Давид женился на Кетеван, дочери князя Ашота Мухранского. Дети:
- Теймураз I (1589—1663), царь Кахетии и Картли;
- Вахтанг (ум. 1604);
- Елена, жена персидского шаха Аббаса I.

## В культуре
- Клятвенная запись (СССР, 1983) — роль царя Давида I исполнил Картлос Марадишвили.